# Математична економіка
Математи́чна еконо́міка досліджує економічні проблеми формально-математичними методами. Моделі економічних процесів базуються на аксіомах, висновки виводяться з цих аксіом за допомогою дедукційних методів. Математичні моделі дозволяють формулювати економічні теорії строго і у загальній формі.
Критика математичної економіки базується, здебільшого, на неможливості перевірки правдивості аксіом. У відповідь Мілтон Фрідман писав, що економічні теорії повинні оцінюватися за якістю передбачення дійсності, а не за можливостями перевірки аксіом.
Економіко-математичні моделі — моделі економічних об'єктів або процесів, при описі яких використовуються математичні засоби. Цілі створення економіко-математичних моделей різноманітні: вони будуються для аналізу тих чи інших передумов і положень економічної теорії, логічного обґрунтування економічних закономірностей, обробки й приведення в систему емпіричних даних. Економіко-математичні моделі вивчаються оскільки проводити експерименти з економікою дуже складно, а часто  просто неможливо. При відсутності попереднього аналізу економічної ситуації такі експерименти можуть призвести до негативних наслідків (як економічних, так і соціальних).
До найбільш відомих економіко-математичних моделей відносяться моделі міжгалузевого балансу (статичні й динамічні), при яких широко використовуються системи лінійних рівнянь. Ідеї методу міжгалузевого балансу використовуються для побудови систем матричних моделей підприємств.
В економічній науці широко застосовуються також лінійно-програмні моделі для розв'язання задач раціоналізації перевезення вантажів, вибору найкращих рішень у сільськогосподарському виробництві, ефективного розвитку галузі та окремого підприємства. Якщо завдання через складність об'єкта не може бути вирішеним за допомогою лінійного програмування, використовують методи нелінійного (опуклого) програмування. 
В економіко-математичних розрахунках використовуються також економіко-статистичні моделі, такі, наприклад, як виробничі функції, призначені для вираження випуску продукції через витрати різних факторів виробництва. Вони застосовуються, зокрема, для прогнозування розвитку економіки.
Для аналізу складних економічних процесів застосовуються також моделі загальної економічної рівноваги, в яких, з одного боку, моделюється процес виробництва в галузях народного господарства, а з іншого — процес споживання різних груп споживачів. В даний час накопичений великий досвід застосування економіко-математичних моделей для аналізу економічних процесів, прогнозування і планування.

## Етапи становлення математичної економіки

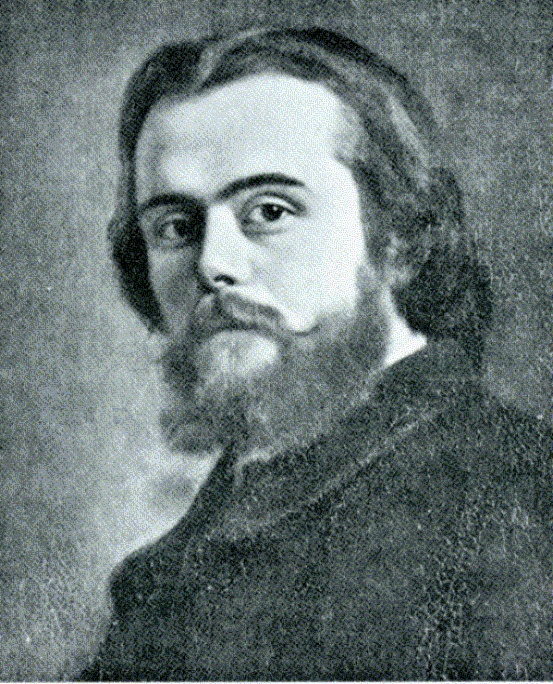
Леон Вальрас

У цілому математичне моделювання, як метод аналізу макроекономічних процесів, вперше застосував лейб-медик короля Людовика XV доктор Франсуа Кене (1694—1774), який виклав свій підхід у праці «Економічні таблиці», опублікованій в 1758 році.
Значно ґрунтовніше застосування математичних методів в економіці почалось з роботи французького вченого (математика, філософа, історика, економіста) Антуана Курно (1801—1877) «Дослідження математичних принципів історії багатства», яка побачила світ у 1838 році. У цій праці, з якої починається сучасна математична економіка, вперше використано кількісні методи для аналізу конкуренції між товарами у різних ринкових ситуаціях (зокрема, побудована динамічна модель дуополії)..
У наступні роки неухильно відбувалась математизація економічної теорії. Наприклад, у книзі У. Джевонса (1835—1882) «Короткий опис загальної математичної теорії політичної економіки» (1862) викладено одну з перших версій теорії корисності. До кінця XIX вже складається самостійний математичний напрямок дослідження в економіці. Визначними представниками цього напряму були Г. Гессен (1810—1859) у Німеччині, У. Джеворс (1835—1882) в Англії, Л. Вальрас (1834—1910) у Швейцарії, К. Менгер (1840—1921), Ф. Візер (1851—1926) в Австрії, Г. Кассель (1866—1944) у Швеції, Ф. Еджуорт (1845—1926) в Англії, В. Парето (1848—1923) в Італії, В. Дмитрієв (1868—1913) у Росії та ін.
Належить звернути увагу на дослідження українського математика, статистика та економіста Є. Слуцького (1880—1948), робота якого «До теорії збалансованого бюджету споживача» була вперше опублікована у 1915 році в Італії. Саме її вважають базовою в теорії споживання.
У XX столітті продовжувалось бурхливе застосування математичних методів у економічних дослідженнях. Особливу зацікавленість викликають роботи з побудови та застосування виробничих функцій. Виникнення теорії виробничих функцій пов'язують з іменами американських вчених — математика Ч. Кобба та економіста П. Дугласа, які у 1928 році опублікували свою статтю «Теорія виробництва». У ній вперше зроблено спробу емпіричними шляхами (на підставі статистичних даних) визначити вплив капіталу та трудових ресурсів на обсяг виробленої продукції. Виробнича функція Кобба-Дугласа широко застосовується в науковій літературі цього часу.
У 1928 році В. Рамсей запропонував модель довгострокового росту, в якій у значній мірі передбачив проблеми оптимального економічного зростання, що особливо широко досліджуються сучасними вченими.
Знаменним у розвитку математичної економіки став 1932 рік у зв'язку з появою багатосекторної моделі розширеної економіки Джона фон Неймана, яка в свою чергу започаткувала розвиток магістральної теорії.
Особливо значний вклад у розвиток математичної економіки вніс Василь Леонтьєв, який у 1936 році опублікував основні ідеї моделі «затрат-випуск», засновані на моделі економічної рівноваги Л. Вальраса.
Того ж року з'являється фундаментальна робота Дж. М. Кейнса «Загальна теорія зайнятості, відсотка і грошей», в якій закладено засади кейнсіанського напряму в розвитку економічної науки. Його послідовники розробили цілий ряд макроекономічних моделей, зокрема моделі економічного росту Е. Домара (1914—1997) і Р. Хоррода (1900—1978).
Важливим етапом у розвитку макроекономічного моделювання є розроблена М. Фрідманом (1912—2006) монетарна теорія, яка, з одного боку, є розширенням і доповненням теорії Кейнса, однак, з іншого боку — вона різко їй суперечить, оскільки ґрунтується на дещо інших засадах.

## Приклади економіко-математичних моделей

### Виробнича функція Кобба-Дугласа
Наприкінці 20-х років XX ст. Кобб і Дуглас (1928) сформулювали тип неокласичної виробничої функції загального вигляду:
{\displaystyle y=a_{0}x_{1}^{a_{1}}x_{2}^{a_{2}}}
Автори зобразили в такому вигляді залежність між факторами:
{\displaystyle x_{1}=L} — затрати праці, {\displaystyle x_{2}=K} — затрати капітальних ресурсів, {\displaystyle y-} валовий випуск..
Таким чином, їхня виробнича функція мала вигляд
{\displaystyle y=a_{0}L^{a_{1}}K^{a_{2}}}.

### Модель Вальраса
Історично модель Вальраса є однією з перших економіко-математичних моделей, яка була викладена на формальній математичній мові близькій до сучасної. Модель Вальраса описує ринкову економіку, оскільки в ній закладено, що кожен учасник економічних відносин цілком вільний у виборі своїх дій (рішень), керуючись лише прагненням до власного збагачення..

### Модель Еванса
У моделі Еванса розглядається ринок одного товару. Час t вважається неперервним.
Основна гіпотеза моделі полягає в тому, що зміна ціни пропорційна перевищенню попиту над пропозицією:
{\displaystyle p=y(d-s)t} ,{\displaystyle y>0}
Згідно з цією гіпотезою взаємодія споживачів і виробників відбувається таким чином, що ціна, яка відображає цю взаємодію, неперервно пристосовується до ситуації на ринку: за перевищення попиту над пропозицією ціна зростає, у протилежному разі спадає..

## Основні розділи
- Теорія споживання
- Теорія виробництва
- Теорія загальної рівноваги
- Теорія зростання
- Моделі фінансових ринків
- Теорія ігор

Теорія споживання та теорія виробництва в західних університетах розглядаються, як правило, як частини мікроекономіки. В посткомуністичних країнах ці математично формалізовані теорії частіше викладаються в курсах математичної економіки. Іншим розділом математичних методів в економіці є економетрика

## Критика
Економісти Австрійської школи заперечують корисність використання математичних методів в економіці. Зокрема, Людвіг фон Мізес так описує ставлення до математичних методів в економіці:
|                                                                      | Математичні методи повинні бути відкинуті не тільки через їхню беззмістовність. Це абсолютно хибний метод, який відштовхується від помилкових передумов й приводить до помилкових висновків. Його силогізми не просто безплідні; вони відводять думку від вивчення реальних проблем і спотворюють взаємозв'язки між явищами. |
| — Людвіг фон Мізес, Людська діяльність: трактат з економічної теорії | |